# Ouallam

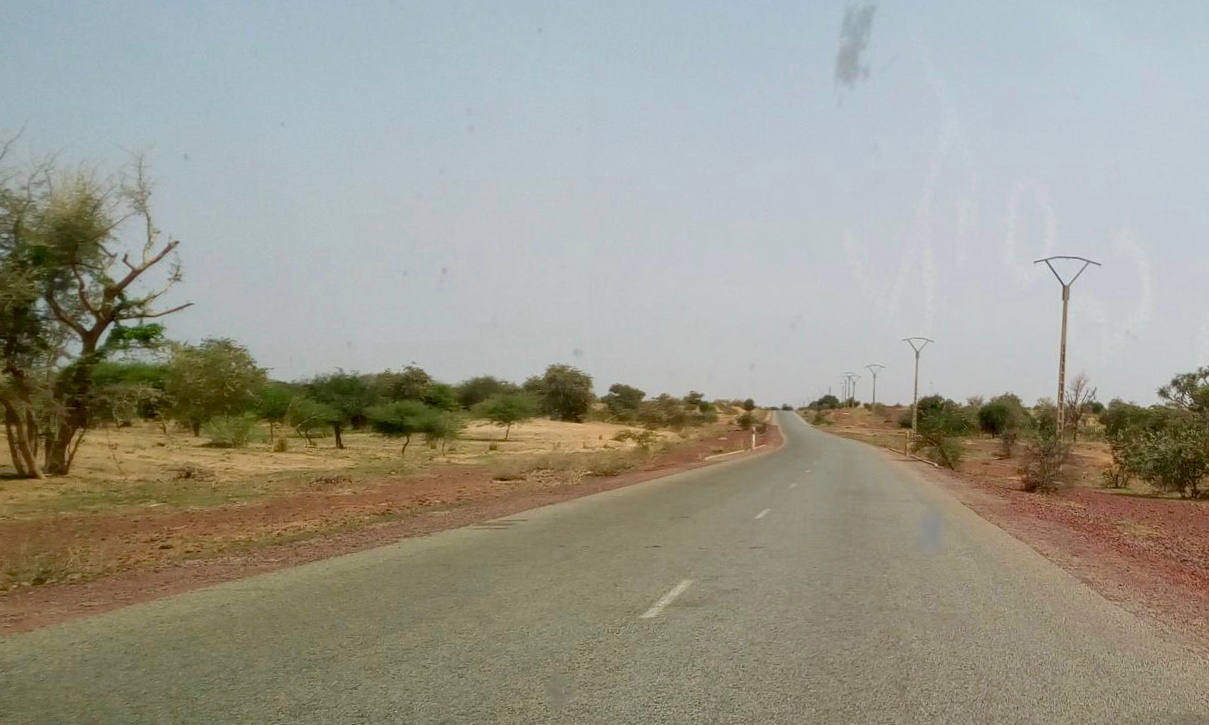
Route Nationale 24 entre le village de Sargane et le centre-ville de Ouallam, Niger.

Ouallam est une ville du département de Ouallam, dans la région de Tillabéri, à l'ouest Niger.

## Géographie

### Administration
Ouallam est une commune urbaine du département de Ouallam, dans la région de Tillabéri au Niger.

C'est le chef-lieu de ce département.

### Situation
Ouallam est située à environ 70 km à l'est de Tillabéri et 90 km au nord de Niamey, la capitale du pays
.
| Sakoira   | Tondikiwindi |         |
| Tillabéri | Ouallam      | Dingazi |
| Kourtèye  | Simiri       |         |

## Population
La population de la commune urbaine était estimée à 68 712 habitants en 2011
, essentiellement composée de zarm, une minorité de Touaregs, d'arabes et peuls nomades.